# 黒田麻由美
黒田 麻由美（くろだ まゆみ、1966年11月30日 - ）は、日本の元女子バスケットボール選手である。東京都出身。東京成徳短大附高校卒業。現役時代は日立戸塚に所属していた。
全日本として1990年女子世界選手権に出場した。